# Lui, chef cuisinier

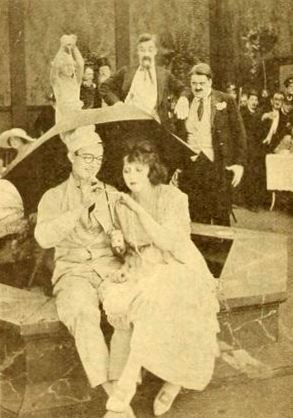
Photographie extraite du film.

Lui, chef cuisinier (On the Fire) est un film américain produit et réalisé par Hal Roach, et sorti en 1919. Certaines copies du film ont comme titre The Chef.

## Fiche technique
- Titre original : On the Fire
- Autre titre : The Chef
- Réalisation : Hal Roach
- Producteur : Hal Roach
- Photographie :
- Distributeur : Pathé Exchange[1].
- Durée : 7 minutes 30
- Date de sortie :
  - États-Unis : 24 février 1919

## Distribution
- Harold Lloyd : le Chef
- Bebe Daniels
- Snub Pollard : l'assistant Chef
- Bud Jamison
- William Blaisdell
- Sammy Brooks
- Billy Fay
- Lew Harvey
- Wallace Howe
- Margaret Joslin
- Dee Lampton
- Marie Mosquini
- Fred C. Newmeyer
- Dorothea Wolbert
- Noah Young